# Klasszikus tesztelmélet
A klasszikus tesztelmélet a kapcsolt pszichometrikus próbák alapja, amely előrejelzi a pszichológiai vizsgálatok eredményeit, mint például a különböző részek nehézségeit vagy a tesztírók képességeit. Általánosságban a klasszikus tesztelmélet célja, hogy javítson a pszichológiai tesztek megbízhatóságán.
A klasszikus tesztelméletet talán a valósérték-elmélet szinonimájaként is használhatnánk. A klasszikus kifejezés nem csak a modell kronológiai hátterére utal, de ellentétben áll a sokkal gyakoribb pszichometriai elméletekkel.

## Valós és hibás értékek
A klasszikus tesztelmélet feltételezi, hogy minden személy helyes válasszal bír, ami akkor lenne érvényben, ha nem lennének hibák a számításban. Mivel a méréshez használt eszközök nem tökéletesek, a feltételezett eredmény a legtöbb esetben különbözik a valóstól, a személyek eltérő képességei miatt.
```
               X    =       T        +     E
      megfigyelt érték  valós érték      hiba
```

## Populációs vonatkozás
Az alábbi számítások bemutatják a felvetéseket, amelyeket a klasszikus tesztelmélet állít az egyén szintjén. Habár az elméletet soha nem használják egyéni teszteredmények analizálására, az elmélet a populációra vonatkozó eredményekre fókuszál. Ezáltal a következő lépés, hogy bemutassunk egy populációs – mintavételi eljárást a klasszikus tesztelmélethez. ha feltételezzük, hogy a személyeket random módon választották ki a populációból, akkor a valós érték is random változó lesz, így egy általánosabb számítást kapunk.
{\displaystyle X=T+E}
A klasszikus tesztelmélet három változó (X, T és E) kapcsolatával foglalkozik populációs vonatkozásban. Ezen kapcsolat a teszteredmények megbízhatóságáról számol be. A legfontosabb a megbízhatóság fogalma. A megfigyelt érték (X) megbízhatóságát -melyet {\displaystyle {\rho _{XT}^{2}}}-vel jelölünk- a valós érték varianciájának {\displaystyle \sigma _{T}^{2}}, illetve a megfigyelt érték varianciájának {\displaystyle \sigma _{X}^{2}} hányadosaként definiáljuk:
{\displaystyle \rho _{XT}^{2}={\frac {\sigma _{T}^{2}}{\sigma _{X}^{2}}}}
Mivel a megfigyelt érték varianciáját felírhatjuk a valós érték és a hibás érték összegeként, ezért ez ekvivalens a:
{\displaystyle {\rho _{XT}^{2}}={\frac {\sigma _{T}^{2}}{\sigma _{X}^{2}}}={\frac {\sigma _{T}^{2}}{{\sigma _{T}^{2}}+{\sigma _{E}^{2}}}}}
A teszteredmények megbízhatóbbá válnak, ha a hibás érték csökken, ez fordított esetben is igaz.

## Megbízhatóság
Figyelembe kell vennünk, hogy a megbízhatóság nem állandó paramétere a teszteknek, míg a teszteredmények, melyek az egész populációra vonatkoznak állandóak. Ez amiatt van, hogy a teszteredmények nem egyformán megbízhatóak minden populációban vagy minden egyednél. Például bármely korrelációnál a teszteredmények megbízhatósága csökken a vizsgált tartomány korlátozásával. Például az IQ-teszt eredményeinek megbízhatósága sokkal nagyobb, ha az egész populációt nézzük és kevésbé megbízható, ha csak a főiskolás diákok eredményeit vagy csak a másodévesekét nézzük. Figyelembe kell vennünk, hogy a teszteredmények tökéletesen megbízhatatlanok az egyénre (i) vonatkoztatva, ahogyan azt már előbb említettük, a valós érték változatlan az egyén szintjén, mely arra is utal, hogy a variancia nulla. Tehát a valódi érték varianciájának és a megfigyel érték varianciájának aránya, ennél fogva a megbízhatóság is nulla. A klasszikus tesztelmélet csak a populációs minták szintjén releváns, az egyén szintjén nem.
Az egyik módja a megbízhatóság mérésének, hogy elvégzünk egy úgynevezett párhuzamos tesztet. A párhuzamos teszt alapvető tulajdonsága, hogy megengedi, ugyanaz legyen a valós érték és a megfigyelt érték, mint az eredeti tesztben. Ha a párhuzamos teszt X és X’, akkor:
{\displaystyle {\varepsilon }(X_{i})={\varepsilon }(X'_{i})}
és
{\displaystyle {\sigma }_{E_{i}}^{2}={\sigma }_{E'_{i}}^{2}}
Ezen feltételek mellett a párhuzamos tesztek közti korreláció egyenlő a megbízhatósággal (ld. Lord & Novick, 1968, Ch. 2):
{\displaystyle {\rho }_{XX'}={\frac {{\sigma }_{XX'}}{{\sigma }_{X}{\sigma }_{X'}}}={\frac {{\sigma }_{T}^{2}}{{\sigma }_{X}^{2}}}={\rho }_{XT}^{2}}
A párhuzamos tesztek használata a megbízhatóság mérésére elég nehézkes, mivel a párhuzamos tesztekhez nehéz hozzáférni. Ezt az eljárást gyakorlatban ritkán használják. Ehelyett a kutatók a belső konzisztencia mérését használják, az úgynevezett Cronbach-alfát. A teljes tesztpontszámot az egyéni pontszámok összege alkotja:
{\displaystyle X_{i}=\sum _{j=1}^{k}{U_{ij}}}
A Cronbach-alfa egyenlő:
{\displaystyle \alpha ={\frac {k}{k-1}}\left(1-{\frac {\sum _{j=1}^{k}{\sigma _{U_{i}}^{2}}}{\sigma _{X}^{2}}}\right)}
A teszteredmények megbízhatósága mindig magasabb, mint a Cronbach-alfa értéke ugyanabban a populációban. Így ez az eljárás empirikusan kézenfekvőbb, emellett a kutatók is jobban kedvelik.
Ahogyan már az előbb említettük, a klasszikus tesztelmélet kész, hogy megfelelő definíciót állítson a megbízhatóság fogalmának. Feltételezzük, hogy a megbízhatóság információt ad a teszteredmények általános minőségéről. Az általános elképzelés, hogy a magasabb megbízhatósági érték jobb. A klasszikus tesztelmélet nem határozza meg, hogy mekkorának kell lennie a megbízhatóságnak. Ha az alfának túl magas az értéke, tehát kilenc felett van, felesleges elemeket mutat. A kutatáshoz nyolcas érték ajánlott. Ezek az értékek egyezményen alapulnak.